# Altenhagen II
Altenhagen II (o Altenhagen Zwei)  è una frazione (Ortsteil) del comune di Messenkamp, nel land della Bassa Sassonia, in Germania.

## Storia
Già comune autonomo nel circondario di Springe, fu soppresso e incorporato a Messenkamp il 1º marzo 1974.